# قائمة زملاء الجمعية الملكية المنتخبين في 1984
هذه الصفحة تعرض قائمة زملاء الجمعية الملكية المُنتخبين لعام 1984.

## الزملاء
- Frank Brian Mercer [الإنجليزية]‏
- بيير دي جين
- رولد هوفمان
- ديفيد وليامز
- Richard Perham [الإنجليزية]‏
- Takeshi Oka [الإنجليزية]‏
- جورج بالاد
- David Edgar Cartwright [الإنجليزية]‏
- Keith Vickerman [الإنجليزية]‏
- Obaid Siddiqi [الإنجليزية]‏
- Denis Henry Desty [الإنجليزية]‏
- كارلو روبيا
- Quentin Bone [الإنجليزية]‏
- Bill Parry (mathematician) [الإنجليزية]‏
- Ian Shanks [الإنجليزية]‏
- Peter John Wyllie [الإنجليزية]‏